# Zdenko Hans Skraup
Zdenko Hans Skraup (10. března 1850, Praha – 10. září 1910, Vídeň) byl česko-rakouský chemik, který objevil reakci zvanou Skraupova syntéza, první syntézu chinolinu.

## Život
Zdenko Skraup se narodil v Praze jako syn skladatele a kapelníka Jana Nepomuka Škroupa a synovec autora české hymny Františka Škroupa. Studoval na Vysokém učení technickém v Praze od roku 1866 do roku 1871. Poté, co byl asistentem u Heinricha Ludwig Buffa po dobu kratší než jeden rok, začal pracovat v porcelánce ve Staré Roli a také byl zaměstnán v mincovně ve Vídni.
V roce 1873 se stal asistentem F. Rochledera a po jeho smrti i u profesora Adolfa Liebena. Doktorát získal na univerzitě v Giessenu roku 1879. Ale protože jeho titul byl z německé univerzity, musel čekat až do roku 1881, než se stal profesorem na vídeňské obchodní akademii.
V roce 1886 přešel na univerzitu ve Štýrském Hradci. V témže roce získal Cenu Ignaze Liebena a v roce 1887 byl zvolen členem Německé akademie věd Leopoldina. V roce 1906 byl Skraup povolán na vídeňskou univerzitu jako nástupce Adolfa Liebena. Zemřel 10. září 1910 na srdeční mrtvici.
Jeho syn Siegfried Skraup (27. dubna 1890 v Praze – 19. září 1972) byl v letech 1923 až 1958 profesorem na Chemickém institutu Univerzity ve Würzburgu.

## Skraupova syntéza

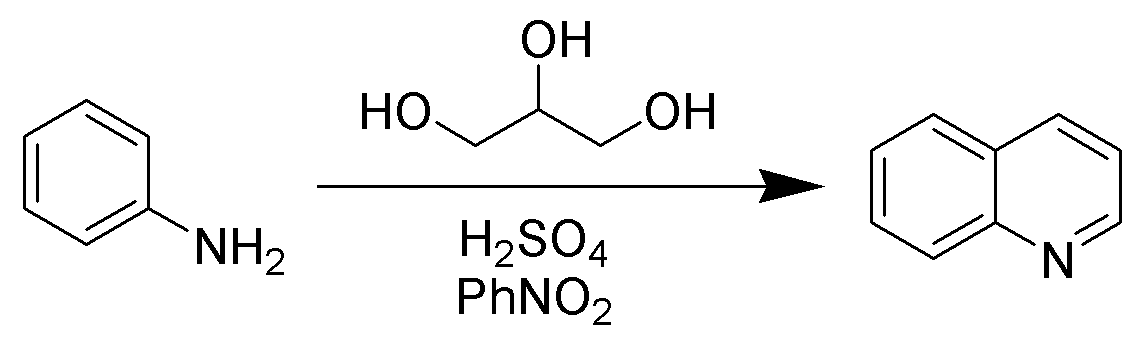
Skraupova syntéza